# Помоћ угроженим Нишлијама
Помоћ угроженим Нишлијама је хуманитарна група формирана 2009. године у Нишу, са основним задатком да суграђанима из социјално угрожених група помогне донирањем прехрамбених пакета са неопходним хемијским средствима. Група је у периоду од дванаест година постојања направила преко стотину догађаја (књижевних вечери, концерата, представа, концерата, ревијалних утакмица). Улазница на ове догађаје био је пакет једнократне помоћи у храни, одећи или хемији, које би исте вечери биле спаковане и достављане онима за које се знало да им је овако нешто неопходно.
Група касније мења име у Помоћ Нишлијама и организује препознатљиву акцију Чепенинг, којом се прикупљањем чепова купују колица за особе са инвалидитетом, коју успешно воде Војкан Живковић и Јованка Лола Панић.

## Акције групе
У акцијама групе учествовале су највиђеније личности нишке и српске културне сцене: глумци Јелена Лугоња и Александар Михаиловић као и комплетна глумачка екипа филма „Монтевидео, Бог те видео”, певачи Драгана Молес, Саша Трајковић, Оливер Катић, женски хор СКЦ, црквено играчка дружина „Бранко”. Као представници књижевне сцене узели су учешће Небојша Озимић, Биљана Станојевић, Катарина Киковић Јовић, Далибор Поповић, Милица Вучковић, Милорад Митковић Нам, Александар Китановић и многи други.
Током десет година постојања подељено је на хиљаде пакета угроженим лицима са територије Ниша, организоване велике акције  (Монтевидео против Нишлија, ревијална утакмица, 2. јуна 2013. под слоганом ДА СВИ БУДУ СИТИ - CITY OF NIŠ и 2014. Монтевидео против Нишлија, ревијална утакмица, 2. јуна 2014. под ВОДОМ ПРОТИВ ВОДЕ). Обе утакмице су одигране пред препуним стадионом ФК Железничар.

## Донатори и покровитељи
Од организација које су помогле рад групе свакако се истичу Епархија нишка СПЦ уступањем простора Светосавског дома, Нишки културни центар, Студентски културни центар, Дом за ученике средњих школа, Универзитет Метрополитан, Универзитет у Нишу као и ЈКП Медијана.
Групи је од оснивања пружала помоћ ГО Медијана, а њој су се прикључиле ГО Црвени крст и ГО Палилула.